# Samsung Galaxy Alpha
Das Samsung Galaxy Alpha ist ein Smartphone des südkoreanischen Herstellers Samsung, das auf der IFA 2014 vorgestellt wurde. Es ähnelt in der Gestaltung dem zeitnah erschienenen Galaxy Note 4, ist jedoch ähnlich klein wie das S5 mini. Es ist als erstes Smartphone von Samsung außerhalb der S- und Note-Serien mit einer 4K (2160p)-Filmkamera ausgestattet.

## Design
Das Alpha ist das erste Smartphone aus der Galaxy-Serie von Samsung, das mit einem Metallgehäuse auf den Markt kommt. Die Rückseite ist weiterhin aus Kunststoff, ähnlich wie bei dem Samsung Galaxy S5, der Rahmen jedoch wie beim später erschienenem Galaxy Note 4 aus Aluminium.
Von der Fachpresse wird es als Samsungs direktes Konkurrenzprodukt zum iPhone 6 beschrieben.

## Technik
Die Rechenleistung wird mit max. 1,3 GHz der vier Cortex-A7-Kerne, sowie mit max. 1,8 GHz der vier Cortex-A15-Kerne im von Samsung hergestellten Octa Core-Prozessor, Exynos 5430, bereitgestellt. Der Arbeitsspeicher beträgt 2 GB, der interne Speicher ist 32 GB groß.
Als Betriebssystem kommt Android in der Version 4.4.4 zum Einsatz. Samsung hat, wie auch bei den Vorgängern, die eigene Oberfläche Samsung TouchWiz UI über das Betriebssystem gelegt.

### Bildschirm
Das Super-AMOLED-Display ist 4,7 Zoll groß und mit 1.280 × 720 px (HD) aufgelöst. Es können 16 Mio. Farben dargestellt werden.
Die Pixeldichte des Bildschirms beträgt 313 ppi.

### Hauptkamera
Die Hauptkamera löst mit 12 Megapixeln auf, ist jedoch nicht optisch stabilisiert.
Es können Videos in 4K-Ultra High Definition-Auflösung (2160p) bei 30 Bildern pro Sekunde und Full-HD (1080p) bei 60 Bildern pro Sekunde aufgenommen werden. Damit ist das Galaxy Alpha das erste Smartphone von Samsung außerhalb der Galaxy S- und Note-Serien mit einer 4K fähigen Filmkamera.
Zeitlupenfilme mit 120 Bildern pro Sekunde lassen sich bei 720p-HD-Auflösung erstellen, jedoch ohne Tonspur.

## Das Galaxy Alpha im Vergleich zum Galaxy S5
Das Samsung Galaxy Alpha unterscheidet sich von seinem indirekten Vorgänger, dem Samsung Galaxy S5, hauptsächlich in Displaygröße, Auflösung und dem Material.
|                                   | Galaxy Alpha | Galaxy S5 |
| --------------------------------- | --- | --- |
| Display                           | 4,68 Zoll, HD Super AMOLED (1.280 × 720), 312 ppi | 5,1 Zoll (11,89 cm) Full HD AMOLED (1.920 × 1.080) 431 ppi |
| Konnektivität                     | LTE Cat6 (300/50 MByte/s) | LTE Cat4 (150/50 MByte/s) Infrarot-Sender |
| Speicher                          | 32 GByte interner Speicher (nicht erweiterbar) | 16 GByte oder 32 GByte interner Speicher (erweiterbar, MicroSD) |
| Kamera: Maximale Fotoauflösung    | 12 Megapixel (4608 × 2592) | 16 Megapixel (5312 × 2988) |
| Kamera: Maximale Videoauflösungen | - 4K-Videos bei 30 fps (3840 × 2160) – Begrenzt auf fünf Minuten pro Aufnahme - FullHD-Video bis 60 fps (1920 × 1080) - HD-720p-Video bis 120 fps (1280×720) Standbilder mit voller Sensorauflösung bis zu 1080p@30fps | - 4K-Videos bei 30 fps (3840 × 2160) – Vier-Minuten-Grenze - FullHD-Video bis 60 fps (1920 × 1080) - HD-720p-Video bis 120 fps (1280×720) - Standbilder während einer Videoaufnahme mit voller Sensorauflösung bis zu 1080p@30fps |
| Akku                              | 1.860 mAh | 2.800 mAh |
| Gewicht                           | 114 Gramm | 145 Gramm |
| Prozessor                         | Octa-Core (Quad 1,8 GHz + Quad 1,3 GHz) | Quad-Core mit 2,5 GHz |
| Displayglas                       | Corning Gorilla-Glas 4 | Gorilla Glas 3 |